# Létavértes

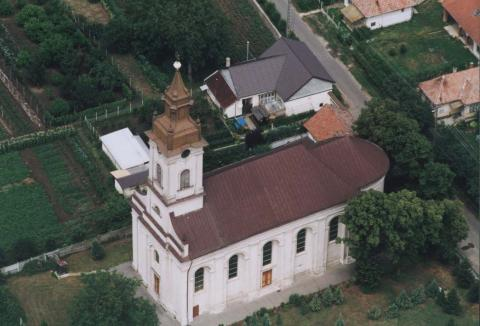
Kyrkan St Michael.

Létavértes är en mindre stad i Ungern med 7 128 invånare (2020).